# Гольдін Олександр Владиленович
Олександр Владиленович Гольдін (27 лютого 1965, Новосибірськ) — американський шахіст, гросмейстер (1989).
Чемпіон СРСР серед юнаків (1981). Переможець Всесоюзного турніру молодих майстрів (1988) і 1-го чемпіонату СРСР серед клубів (1988) в складі команди Новосибірського шахового клубу. Учасник турнірів 1-ї ліги чемпіонату СРСР (1986 і 1988). Найкращі результати в міжнародних турнірах: Наленчув (1987) — 1-е; Поляниця-Здруй (1988) — 1-2-е місця.

## Зміни рейтингу
| На цьому місці має відображатися графік чи діаграма, однак з технічних причин його відображення наразі вимкнено. Будь ласка, не видаляйте код, який викликає це повідомлення. Розробники вже працюють для того, щоби відновити штатне функціонування цього графіка або діаграми. | |
| | На цьому місці має відображатися графік чи діаграма, однак з технічних причин його відображення наразі вимкнено. Будь ласка, не видаляйте код, який викликає це повідомлення. Розробники вже працюють для того, щоби відновити штатне функціонування цього графіка або діаграми. |